# 比利·默爾
比利·默爾（英語：Billy More，1965年2月3日—2005年8月14日），本名马西莫·布兰卡乔（Massimo Brancaccio）, 是一名變裝皇后、音樂家。出生於義大利。因白血病於2005年8月14日在米蘭過世。

## 簡歷
在1980年代，以義大利迪斯可歌手身分演唱，歌曲有“One More Time”，“Run to the Sun”和“Bye Bye Baby”。
比利·默爾的第一首單曲 Up＆Down（Do not Fall in Love with Me）於2000年發行，在意大利音樂排行榜中排名第5，在奧地利音樂排行榜中排名第14，在德國音樂排行榜中排名第21。在2001年發行了另一首單曲“ Come On and Do It（Saturdaynightlife）”。
他在2002年和2003年發行了單曲“ I Keep On Burning”，“ Weekend”和“ Dance”。他與DJ Speciale合作製作了另一首單曲“ Try Me”。 他在2005年發行了他的最後一張單曲“ Gimme Love”。
羅伯托·桑蒂尼（Roberto Santini）為他唱片騎師。 真正演唱者是約翰·比安卡勒（John Biancale）。